# آریوبرزن
آریوبرزن (به پارسی باستان: 𐎠𐎼𐎡𐎹𐎠𐎲𐎼𐏀𐎠𐎴؛ نویسه‌گردانی: *Aryābr̥zans؛ زبان یونانی باستان: Ἀριοβαρζάνης؛ نویسه‌گردانی: Ariobarzánēs)، یکی از اشراف‌زادگان و سرداران هخامنشی در دوران پادشاهی داریوش سوم بود که کمینی را برای مقاومت در برابر اسکندر مقدونی و سپاهیان او در تنگهٔ دربند پارس ترتیب داد.

## نام‌شناسی
نام آریوبرزن از شکل یونانی آن، آریوبرزنس (Ἀριοβαρζάνης) گرفته شده‌است، حال آنکه این نام در پارسی باستان به شکل آریه برزنه (*Āriya-bṛdāna-) آمده‌است. به عقیده برخی ممکن است «a» پایان واژه‌های هخامنشی در پارسی باستان متأخر تنها نوشته می‌شده و خوانده نمی‌شده، بنابراین این نام می‌تواند به شکل آری‌برزن (Āriy-bṛdān) نیز خوانده شود.

## نبرد دربند پارس
بعد از فتح بابل و شوش به‌دست اسکندر، او دربارهٔ جاده‌ها، منابع و آب‌های پارس اطلاعات جمع کرد. سپس نیمی از نیروهای خود را به همراه یکی از فرماندهان خود، پارمنیون، از مسیر شاهی راهی پارسه کرد و خود با نیم دیگر، از میانهٔ کوهستان زاگرس راهی شد.
تنگهٔ دربند پارس (تنگ‌تکاب) در نزدیکی شهر بهبهان امروزی، نبردگاه آریوبرزن و اسکندر شد. ناآشنایی اسکندر با منطقه به سود پارسیان بود و او مدتی را به‌دنبال راهی برای دور زدن تنگه گشت تا اینکه چنانچه تاریخ‌نگاران یونانی می‌گویند، چوپان یا کشاورزی محلی، راه گذر از کوهستان را به مقدونیان نشان می‌دهد و اسکندر با همراهی دو فرماندهٔ خود، فیلوتاس و کراتروس، آریوبرزن و افرادش را از سه جهت مورد هجوم قرار می‌دهند. پارسیان به‌شدت غافلگیر شده و بسیاری از ایشان کشته شدند، اما آریوبرزن و چندتن از سوارکاران موفق به فرار گشتند.
آریوبرزن چون از محاصره بیرون آمد، به سوی پارسه شتافت تا به نیروهای نظامی محلی بپیوندد، اما فرماندار شهر که از شکست او مطلع شده بود و دانسته بود که اسکندر شکست‌ناپذیر است، او را نپذیرفت. گمان می‌رود که آریوبرزن در نهایت به‌دست مقدونیان دستگیر و اعدام شد. پس از مرگ او، فراسائورتس توسط اسکندر، به ساتراپی پارس منصوب شد.

کالیستنس در خصوص مقایسه نبرد دربند و نبرد گوگمل نوشته‌است:
اگر چنین مقاومتی در نبرد گوگمل (در کردستان عراق کنونی) در برابر ما صورت گرفته بود، شکست مان قطعی بود. در گوگمل با خروج غیرمنتظره داریوش سوم از صحنه، واحدهای ارتش ایران نیز که در حال پیروز شدن بر ما بودند در پی او دست به عقب‌نشینی زدند و ما پیروز شدیم. داریوش سوم در جهت شمال شرقی ایران فرار کرده بود و آریوبرزن در ارتفاعات جنوب ایران و در مسیر پرسپولیس به ایستادگی ادامه می‌داد.

## درخواست تخریب تندیس آریوبرزن
در پی درخواست فرمانده سپاه پاسداران در استان کهگیلویه و بویراحمد، عوض شهابی فر، برای تخریب تندیس آریوبرزن دادستان یاسوج، فرمان پایین آوردن تندیس را صادر کرد. در همان سال نماینده ولی فقیه در استان کهگیلویه و بویراحمد با برداشن این تندیس مخالفت کرد.

## آتش زدن مجسمه آریوبرزن
در آذر ماه ۱۳۹۷ این مجسمه با مواد آتش‌زا مورد آسیب قرار گرفت که با تلاش آتش‌نشانی مهار شد. چند هفته دیگر آتش‌زن به‌دست سازمان اطلاعات سپاه پاسداران دستگیر شد و مجسمه نیز بازسازی شد.